# 军港之夜
军港之夜，是1980年代初在中国内地流行的一首著名歌曲，在中国流行音乐发展史中占有重要地位，也是中国改革开放初期文化界突破旧有观念的标志性作品之一。刘诗召作曲，马金星作词，苏小明演唱。

## 创作过程
改革开放初期，香港、台湾以邓丽君为代表的流行歌曲刚刚进入中国内地，受到了在文革中只有八个样板戏可听的中国内地民众广泛喜爱。但当时刚刚经历过文革，一些人“左”的思想还很深，另外部分“学院派”专业音乐人士也对流行歌曲颇为反感，流行歌曲在中国内地的发展遭遇了重重阻力。1979年底，李谷一为电视风光片《三峡传说》演唱插曲《乡恋》，引发轩然大波。1980年4月，音乐界举行西山座谈会，大张旗鼓地批判李谷一演唱的《乡恋》。报刊上出现大量批判《乡恋》的文章，《乡恋》被批为“靡靡之音”，李谷一甚至被诬蔑为“黄色歌女”，其歌曲录音带被封杀，李谷一本人还差点失去工作。
海政歌舞团合唱演员苏小明很喜爱港台流行歌曲，购买了大批录音带，私下学唱。1980年春节前后，苏小明参加了海军机关、直属部队及地方的几场演出中，独唱了自己学唱的《酒干倘卖无》、《乡间小路》、《童年》等港台校园歌曲，受到观众热烈欢迎。此后苏小明参加演出时，常常是一开口甚至一上台便获满堂彩。苏小明由此引起了海政歌舞团领导的关注。
1980年，在文革中停刊的《北京晚报》复刊。该报复刊后，即站在李谷一的一方。1980年7月28日，《北京晚报》发表《“抢救”历史》一文，为1930年代的流行歌曲《何日君再来》正名，引发大讨论。《北京晚报》文艺部决定在1980年中华人民共和国国庆节前举办“新星音乐会”，乃向各大演出单位发出通知，希望各单位派员参加。海政歌舞团领导经过研究，决定派苏小明代表海政歌舞团参加新星音乐会。为参加新星音乐会，团长王建华向词作家马金星分配任务：依照苏小明的声乐条件，创作一首带有海军特色的新歌。马金星和曲作家刘诗召合作，用几天时间创作出了新歌《军港之夜》。1980年9月23日，新星音乐会在北京首都体育馆举行，包括苏小明在内的8位青年歌手先后登台演唱，《军港之夜》等歌曲一夜走红，不仅催生了改革开放后的中国流行歌曲，也深深影响了中国人的文化生活。

## 引发争议
“新星音乐会”获得了轰动性效果，但并未扭转对流行歌曲的批判。《北京晚报》负责文艺报道的记者沙青、过士行、辛铁池因筹办“新星音乐会”而受到批评，沙青、辛铁池还被调离文体组。苏小明首唱的《军港之夜》走红后，也被迅速卷入针对流行歌曲的争议旋涡中，成为继李谷一的《乡恋》之后又一部变成争议焦点的作品。
不少报刊就新星音乐会发表评论，有的公开支持，也有的点名或不点名批评。有记者写内参称：“苏小明不可不唱，不可多唱，要适可而止。”有人公开表示，苏小明的歌缺乏革命气势，属于“靡靡之音”。海军有的领导表示，“开放”不是什么都能“放”，要有“左”反“左”，有右反右。这意思是流行歌曲是右的。有位主持编辑《解放军歌曲》的军队音乐权威人士说，军队歌曲应主要反映部队生活，内容应当是革命的、健康向上的，而《军港之夜》格调不高，而且部队官兵应提高警惕，“怎么能唱海军战士睡觉呢？”海军机关有人表示：部队不能留着苏小明这样的演员，必须处理。这场争论从海军机关一直蔓延到海军部队，海军某基地俱乐部的一位战士因为无意中在有线广播里播放了苏小明演唱的《军港之夜》而被关禁闭。
海政歌舞团内部，对苏小明的意见也分成对立的两派。少数人支持苏小明，认为群众和战士欢迎就是成功。另一部分人则认定演唱流行歌曲就是不健康。多数人表示不反对苏小明，允许她存在于该团，但是海政歌舞团作为军队文艺团体，要提倡部队风格，领导应分清何为允许的、何为提倡的。海政歌舞团内外的压力一齐袭来，该团领导难以表态。
1980年底，这场争论达高潮。有关部门领导多次不点名批评海军。不久，上级部门下发文件指出：军队文艺团体的演出应有助于提高部队战斗力，有助于提高军队声誉；军队文艺团体参加地方演出，必须是内容革命健康，作风热情庄重，服装朴素大方，人员参加地方活动须经本单位文化部门审定。上级部门还要求海政歌舞团领导派专人对苏小明“好好帮助她，在演唱上很好处理处理”，并明确要求苏小明在参加1981年元旦、春节演出时，要唱革命歌曲《十送红军》。
随后，海政歌舞团的青年歌唱演员程琳因为演唱流行歌曲，又受到批判。一时间，海政歌舞团因为苏小明、程琳而成为北京文化界的争论焦点。作为海政歌舞团的上级，中国人民解放军海军政治部领导对海政歌舞团多次指示，要求海政歌舞团正确领会中国共产党的文艺政策，加强引导；要把好演出关，注意社会影响；对某些演员特别是年轻演员要加强管理，必须从严控制到地方演出，特别强调“社会上对程琳的演出反应较大，你们要认真地分析研究。”海政歌舞团领导根据海军政治部领导及业务部门的指示，决定暂停年龄还很小的二胡演员程琳参加独唱演出。

## 争议平息
在海军内部，对流行歌曲的大争论逐渐深入，影响越来越大：海政歌舞团内部观点尖锐对立，对演出造成影响；因观点不同，还影响到对干部的使用及对问题的处理。有人乃报告了正在中国人民解放军总医院（301医院）住院的海军司令员叶飞。
叶飞出身华侨，1979年初调入海军。在来海军任职前，叶飞任中华人民共和国交通部部长，任内访问过不少国家，并领导制定了蛇口工业区的规划。1980年6月，叶飞因心肌梗塞住进301医院。听完汇报后，叶飞先听取了海军机关业务部门的意见，又让妻子王于耕（时任北京师范大学副校长，长期从事教育工作）出面，邀请军内及地方一部分“懂行”的老同志观看了苏小明参加的演出，听取这些老同志的看法。此后，叶飞在301医院病房里接见了海政歌舞团领导及苏小明。叶飞肯定和表扬了苏小明的演唱，随后指出：“现在是改革的年代，各行各业都在改革，文化工作也不例外。由于长期受‘左’的影响，大家对事情看法不一致，有点议论，这很正常。部队文工团为部队服务，为战士服务，只要战士喜欢、部队喜欢，广大群众喜欢，就可以大胆地演、大胆地唱！”不久，叶飞在一次干部会议上又专门就该问题讲了段话，不点名批评了一些过激言论。
由此，海军内部的争论渐渐平息。中国人民解放军总政治部、中国人民解放军海军政治部经反复讨论及专家评审，同意苏小明继续演出。此后很长时间，苏小明一直活跃在舞台上，并以《军港之夜》作为保留曲目，《军港之夜》成为改革开放初期流行歌曲（当时称为“通俗歌曲”）中的经典。程琳停演一段时间后，又恢复独唱演出，后被送到东方歌舞团进修，程琳首唱的《小螺号》等歌曲也广为传唱。